# Yamatai
Yamatai (jap. 邪馬台国 Yamatai-koku) – starożytne państwo w kraju Wa (Japonia), istniejące w późnym okresie Yayoi. Pierwsze wzmianki o Yamatai pochodzą ze stanowiących część chińskiej kroniki Sanguo Zhi Przekazów o kraju Wa, gdzie widnieje jako Yamatai-koku (jap. 邪馬臺國) lub Yamaichi-koku (jap. 邪馬壹國). Miało być hegemonem wśród 30 państewek plemiennych istniejących wówczas na obszarze kraju Wa, a jego władczynią była szamanka o imieniu Himiko.
Na temat lokalizacji Yamatai trwają długoletnie spory wśród badaczy. Zasadniczo istnieją dwa kierunki badań – szkoła tokijska, skupiająca zwolenników lokalizacji Yamatai na półwyspie Kii w Yamato i szkoła z Kioto, skupiająca zwolenników lokalizacji Yamatai na Kiusiu. Wykopaliska archeologiczne z 2009 roku z okolic grobowca Hashihaka w pobliżu miasta Sakurai zdają się sugerować, że Yamatai znajdowało się jednak na wyspie Honsiu. Dokładne zbadanie samego grobowca jest niemożliwe, gdyż grobowce cesarskie znajdują się pod ochroną Agencji Dworu Cesarskiego (Kunai-chō).

## Yamatai w kulturze popularnej
Odnalezienie Yamatai jest celem Lary Croft w grze Tomb Raider z 2013 i opartym na niej filmie z 2018.